# 곽하신
곽하신(郭夏信, 1920년 5월 20일 ~ 2008년 4월 14일)은 한국의 소설가이다. 본관은 청주이며, 경기도 연천군 출신이다. 
19세인 1938년 동아일보 신춘문예에 《실락원》이라는 작품으로 당선되었다. 1950년 동국대학교 국문과를 졸업하였다. 이후 조선일보 기획위원 겸 특집부장을 지냈다.